# Homoneura terminata
Homoneura terminata är en tvåvingeart som först beskrevs av Frey 1927.  Homoneura terminata ingår i släktet Homoneura och familjen lövflugor. Inga underarter finns listade i Catalogue of Life.